# ダーヴィド・モンラード・ヨハンセン
ダーヴィド・モンラード・ヨハンセン（David Monrad Johansen、1888年11月8日 - 1974年2月20日）は、ノルウェーの作曲家。
ヌールラン県出身。1904年にオスロ音楽院に入学し、1915年にはベルリンに留学した。1920年にパリに旅行し、イーゴリ・ストラヴィンスキーの音楽に強烈な印象を受けた。第二次世界大戦中はヴィドクン・クヴィスリング率いる親ドイツ政府に協力し、ナチス・ドイツから文化審議会のメンバーに任命された。
初期の作風はエドヴァルド・グリーグ風の後期ロマン派のものであった。しかし1920年代から印象主義音楽と国民主義の両方の要素も持ち合わせた作品を作った。1930年代からはよりポリフォニックで調性が明確な新古典主義音楽の方向に進んだ。
子のヨハン・クヴァンダールも作曲家である。

## 文献
- Kristian Halse 1988: David Monrad Johansen 100 år
- Kristian Halse: «David Monrad Johansen - Vefsningen som gav det nasjonale ny tonedrakt» i Årbok for Helgeland 2007 ISBN 978-82-90148-67-1